# Dracula – Die Auferstehung
Dracula – Die Auferstehung (Originaltitel Dracula: A Love Tale) ist ein romantisches Horror-Drama von Luc Besson mit Caleb Landry Jones in der Titelrolle. Der Film basiert auf dem Roman Dracula von Bram Stoker und kam Ende Juli 2025 in die französischen Kinos. Der Kinostart in Deutschland ist Ende Oktober 2025 geplant.

## Handlung
Nach dem Tod seiner über alles geliebten Frau, wendet sich Prinz Vlad im 15. Jahrhundert von Gott und der Kirche ab und wird zum unsterblichen, bluttrinkenden Vampir. 400 Jahre später sieht er im Paris des 19. Jahrhunderts eine Frau, die seiner verstorbenen Liebe ähnelt, und beginnt ihr nachzustellen.

## Produktion

### Filmstab, Besetzung und Kostüme

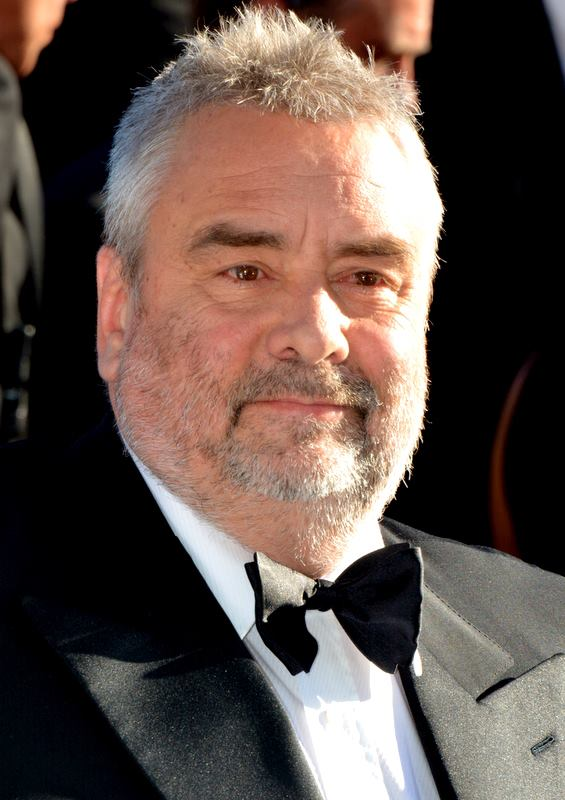
Regisseur Luc Besson

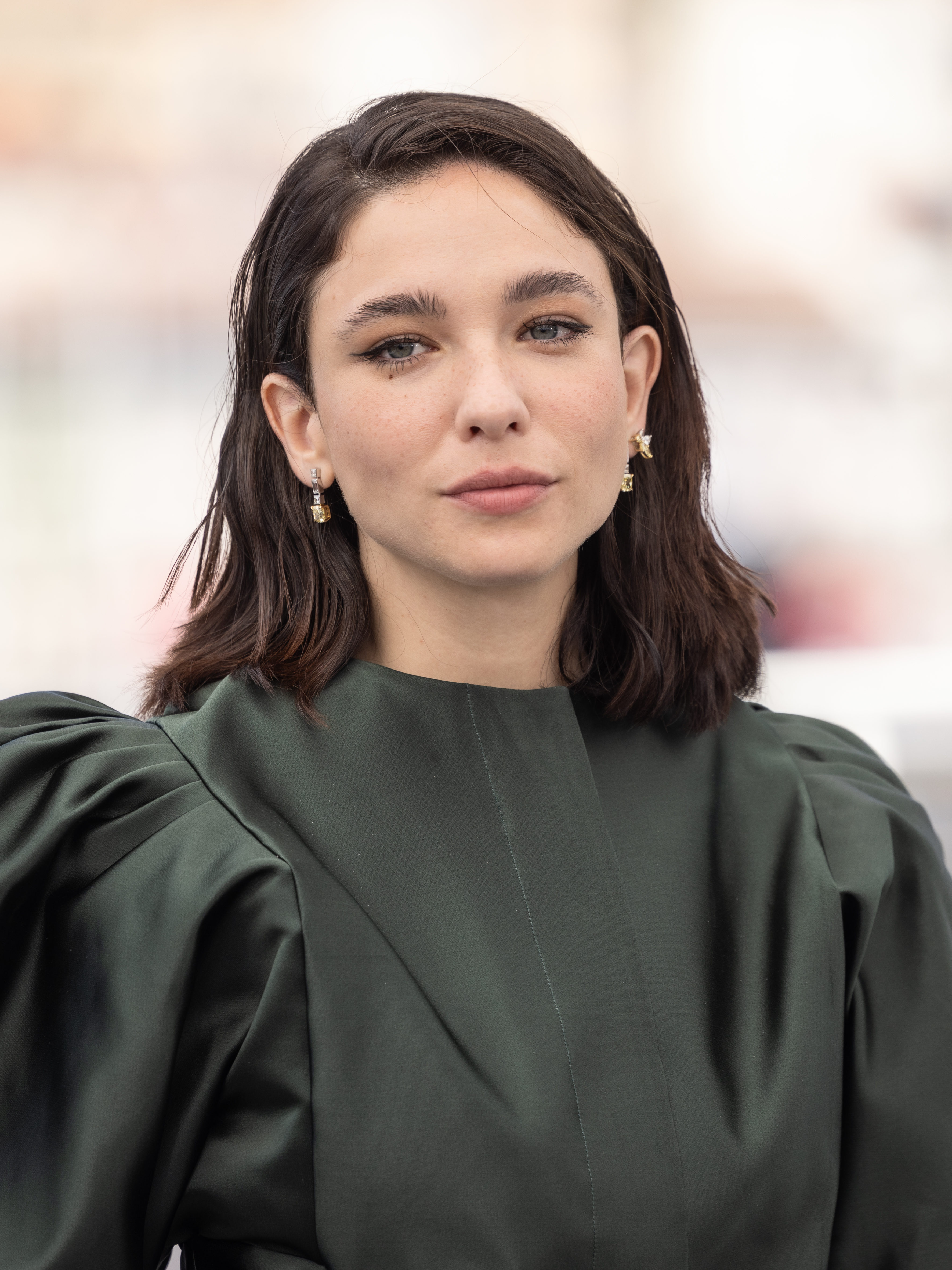
Matilda De Angelis spielt Maria

Regie führte Luc Besson, der auch das auf Stokers Geschichte basierende Drehbuch schrieb. Während sich die ursprüngliche Geschichte von Stoker auf die Handlung in England und auf das Treffen von Dracula und Mina fokussierte, konzentriert sich der Film auf das menschliche Leben des Grafen Dracula und seine Beziehung zu seiner Frau.
Caleb Landry Jones spielt in der Titelrolle den Prinzen Vlad, später „Dracula“ genannt. Er war bereits in Bessons letztem Film Dogman in der Hauptrolle zu sehen. In Vorbereitung auf seine Rolle des Grafen Dracula legte sich Landry Jones einen rumänischen Akzent zu. Zoë Bleu Sidel spielt seine Ehefrau Prinzessin Elisabeta. Der zweifache Oscar-Gewinner Christoph Waltz ist in der Rolle eines Priesters und Varmpirjägers zu sehen. Weiter auf der Besetzungsliste findet sich die Italienerin Matilda De Angelis.
Für die Kostüme zeichnete Corinne Bruand verantwortlich. Die Rüstungen, die Landry Jones im Film trägt, wurden von Terry English gestaltet, mit dem Besson bereits für Johanna von Orleans  zusammenarbeitete und der auch die Rüstungen für Excalibur von John Boorman gefertigt hatte. Auch Szenenbildner Hugues Tissandier war zuvor für Besson tätig.

### Dreharbeiten und Filmmusik

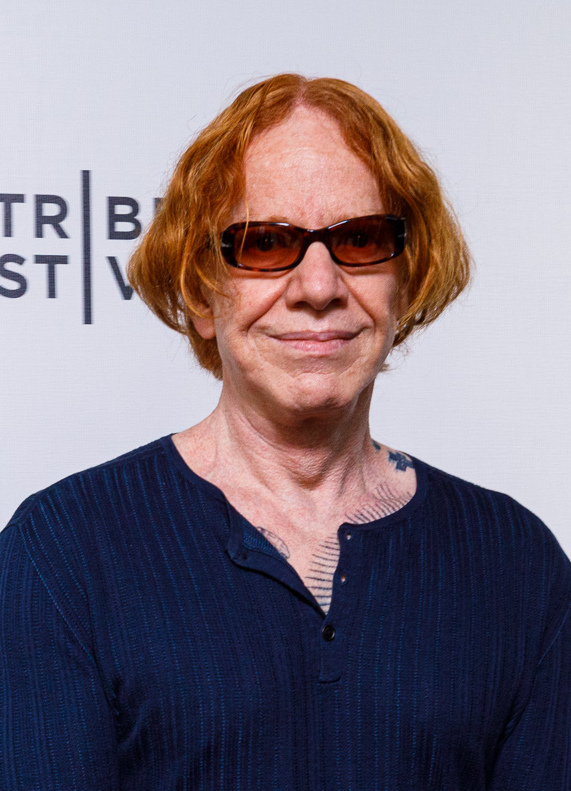
Filmkomponist Danny Elfman

Die Dreharbeiten fanden von Ende März bis Juli 2024 in den finnischen Städten Kajaani und Kuhmo und dem  zur Gemeinde Sotkamo gehörenden Ort Vuokatti in der Region Kainuu statt, von dem angenommen wird, dass er eine alte Opferstätte der Samen war. Mit Kameramann Colin Wandersman arbeitete Besson bereits für Dogman zusammen.
Die Filmmusik komponiert der US-Amerikaner Danny Elfman. Das Soundtrack-Album mit insgesamt 27 Musikstücken wurde zum Kinostart in Frankreich von Because Music & EuropaCorp als Download veröffentlicht.

### Marketing und Veröffentlichung
Der erste Trailer wurde Anfang Juni 2025 vorgestellt, der erste deutschsprachige Ende Juli 2025. Am 30. Juli 2025 kam der Film in die französischen Kinos Am 30. Oktober 2025 soll er in die deutschen und Deutschschweizer Kinos kommen.